# Chiesa di Santo Stefano (Trento)
La chiesa di Santo Stefano è una chiesa sussidiaria di Villazzano, frazione di Trento in Trentino. Risale al XVI secolo.

## Storia

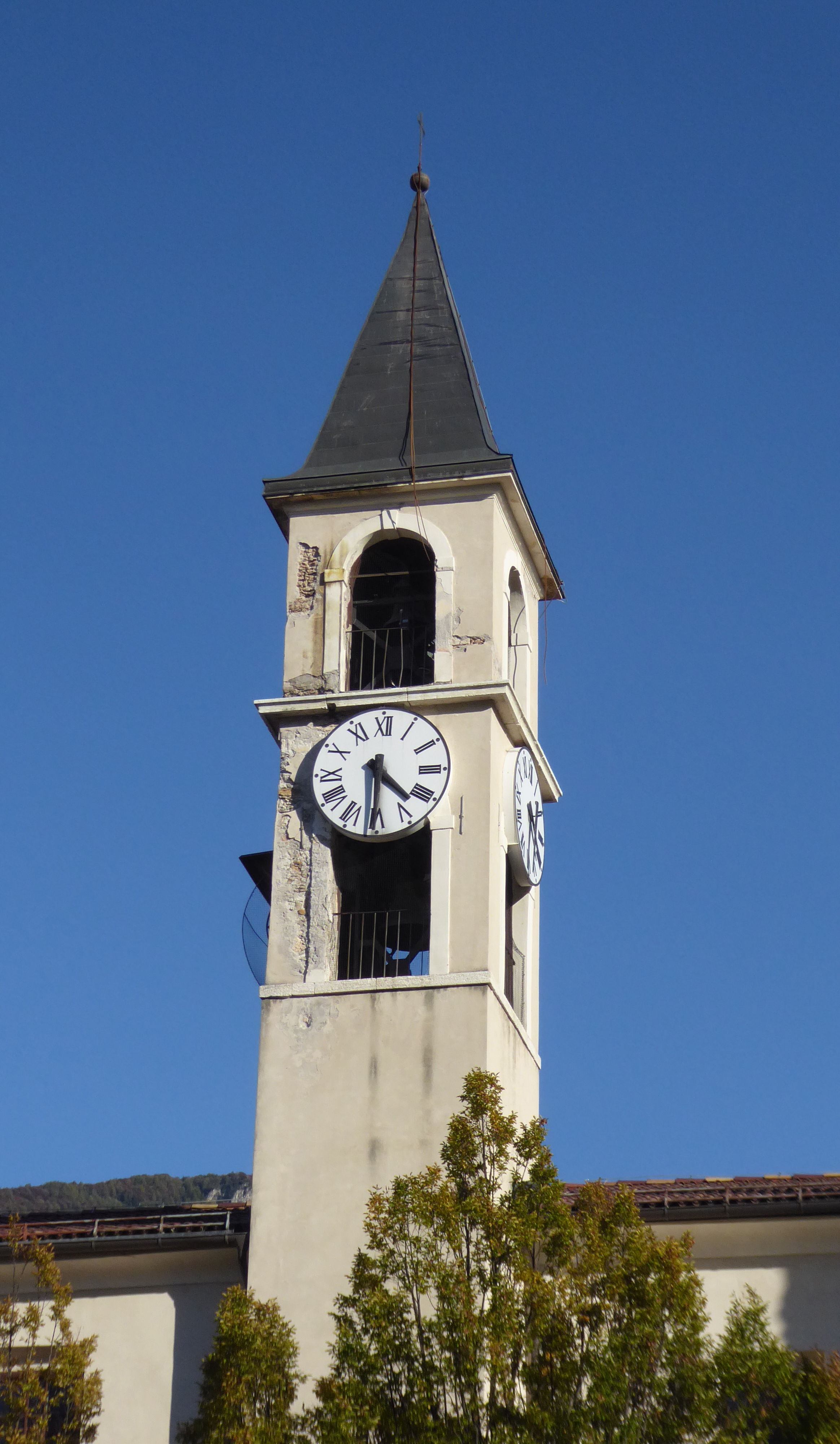
Campanile

Nel 1567 esisteva già, al centro dell'abitato di Villazzano, una piccola chiesa dedicata all'Invenzione   (ritrovamento) di Santo Stefano protomartire che venne demolita all'inizio del XVIII secolo per poi essere riedificata. L'edificio sacro veniva utilizzato per le sacre funzioni alternandosi con la vicina chiesa curiaziale dedicata a San Bartolomeo.
Attorno al 1780 la chiesa, dopo episodi di profanazione ed un periodo durante il quale era stata abbandonata, venne benedetta e riaperta al culto. Verso la fine del secolo fu ristrutturata.
Nei primi anni del XIX secolo venne edificato il nuovo luogo di culto di Villazzano, su un sito diverso da quello dove sino ad allora stava la chiesa di Santo Stefano, e la dedicazione per tale edificio fu per i Santi Stefano e Bartolomeo. Nei primi anni dopo la sua costruzione gli interni, sia della volta del presbiterio sia del catino dell'abside furono decorati con stucchi richiamanti viluppi vegetali.
Ottenne dignità curiaziale nel 1804, e l'antica chiesa di San Bartolomeo divenne così chiesa cimiteriale.
La solenne consacrazione venne celebrata sia nel 1845 sia nel 1873.
Ottenne dignità parrocchiale nel 1907 e nel 1914 venne edificata la nuova sacrestia.
A partire dagli anni settanta fu oggetto di restauri ed aggiornamenti, a partire dall'adeguamento liturgico. Nel 2000 la sacrestia eretta nel 1914 venne demolita per permettere l'edificazione della nuova parrocchiale.